# Столкновение возле села Чайлы (18 июня 2010)
Столкновение возле села Чайлы — боевое столкновение в Нагорно-Карабахском регионе возле села Чайлы, случившееся в ночь с 18 по 19 июня 2010 года между армянскими и азербайджанскими войсками. Столкновение, согласно некоторым[каким?] источникам, явилось следствием нападения азербайджанской диверсионной группы.

## Предыстория
Село, как и весь нагорно-карабахский регион, во время Первой карабахской войны входило в зону боевых действий, по окончании которых 12 мая 1994 года оказалось на линии соприкосновения азербайджанских вооружённых сил и войск непризнанной Нагорно-Карабахской республики. С момента подписания договора о «прекращении огня» закончилась активная фаза военных действий в регионе, в дальнейшем, переговоры о статусе региона носили мирный характер.

## Бой
18 июня завершилась направленная на мирное разрешение карабахского конфликта трехсторонняя встреча Д. Медведева, С. Саргсяна и И. Алиева в Санкт-Петербурге. Сразу же после петербургской встречи, завершившейся провалом, Ильхам Алиев демонстративно покинул Санкт-Петербург, отказавшись участвовать в Международном экономическом форуме. Спустя несколько часов в ночь с 18 по 19 июня 2010 года согласно косвенным уликам азербайджанская сторона в районе линии соприкосновения в направлении села Чайлы бывшего Мардакертского района напала на армянские позиции. В результате нападения и последовавшего за ним боя было убито 4 армянских военнослужащих и один азербайджанский, тело которого осталось на армянской стороне.

## Потери

### Азербайджанская версия
Согласно азербайджанской стороне армянские войска атаковали позиции азербайджанской армии в направлении села Чайлы Тертерского района Азербайджана, и в результате отражения атаки, армянская сторона потеряла 4-х солдат убитыми, ещё 4 армянских военнослужащих ранены, а азербайджанская сторона — потеряла одного прапорщика Мубариза Ибрагимова.

### Армянская версия
Согласно армянской стороне 18 июня из Азербайджана на территорию Нагорно-Карабахской Республики в северо-восточном направлении около села Чайлу Мартакертского района проникла вооружённая разведывательная группа, в результате боя с карабахской стороны погибло четверо, еще четверо военнослужащих были ранены, в свою очередь азербайджанская сторона оставила на поле боя как минимум одного убитого.

## Последствия
Сопредседатели Минской группы ОБСЕ Игорь Попов (Россия), Бернар Фасье (Франция) и Роберт Брадтке (США) выступили с заявлением по поводу инцидента на линии соприкосновения войск НКР и Азербайджана. В заявлении говорилось, что Минская группа ОБСЕ осуждает произошедший инцидент, а также призывает стороны проявлять сдержанность на местности так же, как и в своих публичных сообщениях и готовить своё население к миру, а не к войне. Они вновь подтверждали, что нет альтернативы мирному решению конфликта, и что война не является вариантом. Сопредседатели также призывали стороны всесторонне сотрудничать с личным представителем действующего председателя ОБСЕ, и не препятствовать его деятельности в области мониторинга.